# Lenguas ngondi-ngiri
Las lenguas ngondi-ngiri son un grupo filogenético de lenguas bantúes, codidicado como C.10 (ngondi) y como C.30 (ngiri) en la clasificación de Guthrie. Las lenguas ngondi-ngiri son:
Ngondi (C.10):  Aka (Yaka, Benzele) - Ngando (incl. Kota), Bole (Dibole), Ngondi, Pande (incl. Gongo), Mbati, Bomitaba-Enyele-Bondongo-Mbonzo, Bongili, Bala (Lobala), Bomboli, Bozaba; (C.30) Ngiri (Loi, Likila)-Mabale-Ndobo-Litoka-Balobo-Enga

## Comparación léxica
Los numerales en diferentes lenguas ngondi-ngiri son:
| GLOSA | Aka   | Bongili  | Lobala | Mbati (Bati) | Ngundi (Ngondi) | Pande        | PROTO- NGONDI- NGIRI |
| ----- | ----- | -------- | ------ | ------------ | --------------- | ------------ | -------------------- |
| '1'   | -mɔ̀tí | ɸɔ́kɔ̂/ mɔ̂ | mɔ́nɔ́mɔ́ | moto         | emoti           | -mo          | *-mɔ-ti              |
| '2'   | -ɓáyé | íbalé    | ibalé  | -bali        | -bae            | -bale        | *-bali               |
| '3'   | -sátò | íʃáto    | íáto   | -salo        | -lalo           | -ato         | *-sato               |
| '4'   | bàná  | ínɛ      | ínei   | e-kweŋgena   | -nnai           | -ne          | *-nai                |
| '5'   | βúè   | itáno    | ítáno  | o-bo-moti    | -tano           | -tano        | *-tano               |
| '6'   | 5+1   | íʃámano  | motóbá | sa-salu      | 5+1             | -amano       | *samano              |
| '7'   | 5+2   | moʃábáli | sambo  | etaebali     | 5+2             | -tamobali    | *5+2                 |
| '8'   | 5+3   | mwambî   | mwambe | ŋkwaŋgane    | 5+3             | -tamoato     | *5+3/ (*mwambi)      |
| '9'   | 5+4   | ibwâ     | ibuwá  | obomoji      | 5+4             | -tana momone | *5+4/ (*i-bwa)       |
| '10'  | ɓɔ́pɛ́  | ʤomu     | iko    | mabo         | ebofe           | buope        | *bope/ (*ʤomu)       |

Los términos entre paréntesis podrían ser préstamos de otras lenguas bantúes, o tal vez retenciones.